# Oliver Lodge
Sir Oliver Joseph Lodge (12. června 1851 - 22. srpna 1940) byl britský fyzik a vynálezce. Podílel se na vývoji rozhlasu a držel klíčové patenty na něj. Nezávisle na Hertzovi identifikoval elektromagnetické záření a na svých přednáškách Královského institutu v roce 1894 („Práce Hertze a některých jeho následovníků“) demonstroval detektor radiových vln „koherer“. V roce 1898 mu americký patentový úřad udělil patent na „syntoniku“ (neboli ladění) rádia. V letech 1900 až 1920 Lodge vedl Univerzitu v Birminghamu.